# Yuzu
Yuzu (Citrus junos, từ tiếng Nhật 柚子 dữu tử hoặc ユズ) là một loại cây ăn quả có múi thuộc họ Rutaceae có nguồn gốc từ Đông Á. Yuzu được trồng chủ yếu ở Đông Á, mặc dù gần đây cũng có ở New Zealand, Úc, Tây Ban Nha, Ý và Pháp. 
Cây được cho là có nguồn gốc ở miền trung Trung Quốc. Vốn là giống lai F1 của phân loài quýt rừng Mãng Sơn của quýt thường và cam Nghi Xương.

## Mô tả
Loại quả này giống như một quả bưởi nhỏ với vỏ không đều và có thể có màu vàng hoặc xanh tùy thuộc vào độ chín. Quả yuzu rất thơm, thường có đường kính khoảng từ 5,5 và 7,5 cm (2+1⁄8 và 3 in) nhưng cũng có thể to bằng quả bưởi thường (đến 10 cm hay 4 in, hoặc lớn hơn) và cân nậng khoảng 120 đến 130g.
Yuzu có dạng cây bụi thẳng đứng hoặc cây nhỏ, thường có nhiều gai lớn. Lá cây nổi bật với cuống lá lớn, giống như lá đơn, giống lá chanh Thái và cam Nghi Xương có họ hàng gần và hương thơm nồng.
Yuzu gần giống với sudachi (Citrus sudachi, mọc ở tỉnh Tokushima, một loại cam lai chéo yuzu-quýt) ở nhiều khía cạnh, tuy nhiên, không giống như sudachi, yuzu khi chín có màu cam và có sự khác biệt tinh tế giữa hương vị của quả.

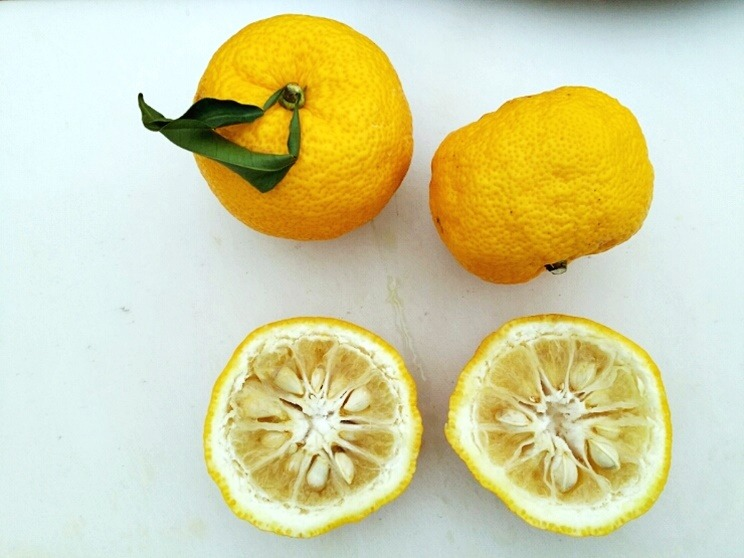
Yuzu và mặt cắt ngang
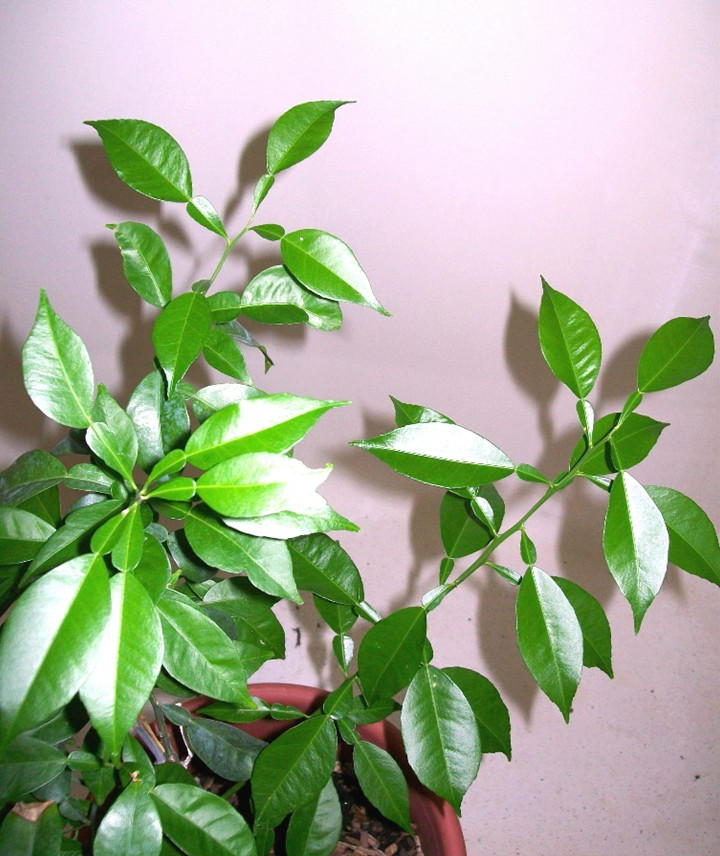
Lá cây có cuống lớn giống như lá đơn.
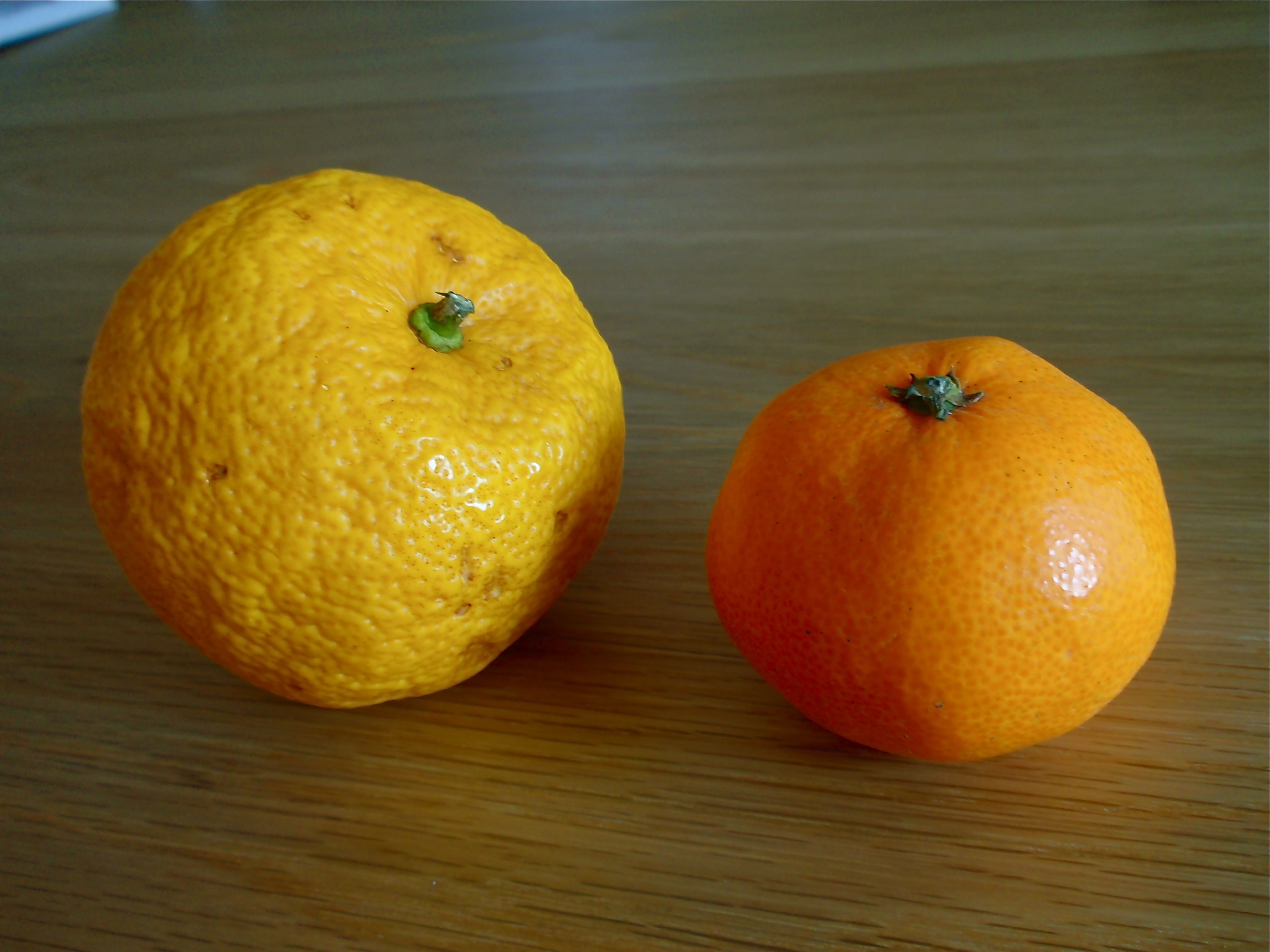
Yuzu (trái) so với quýt (phải)
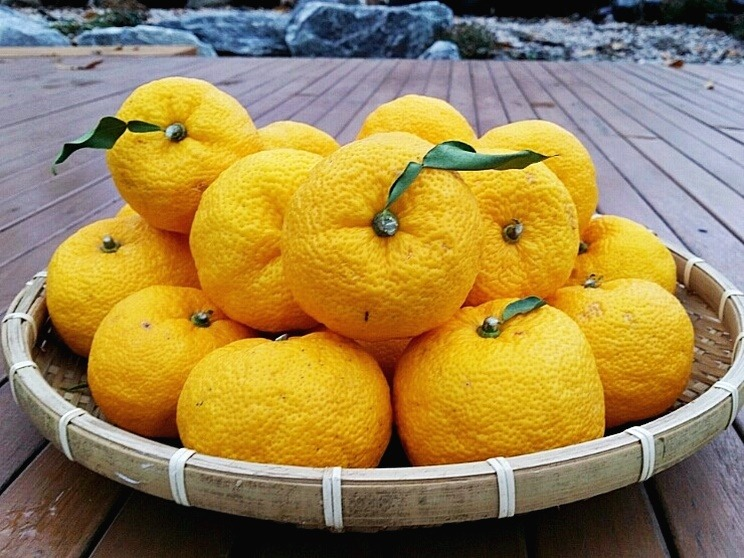
Giỏ yuzu chín
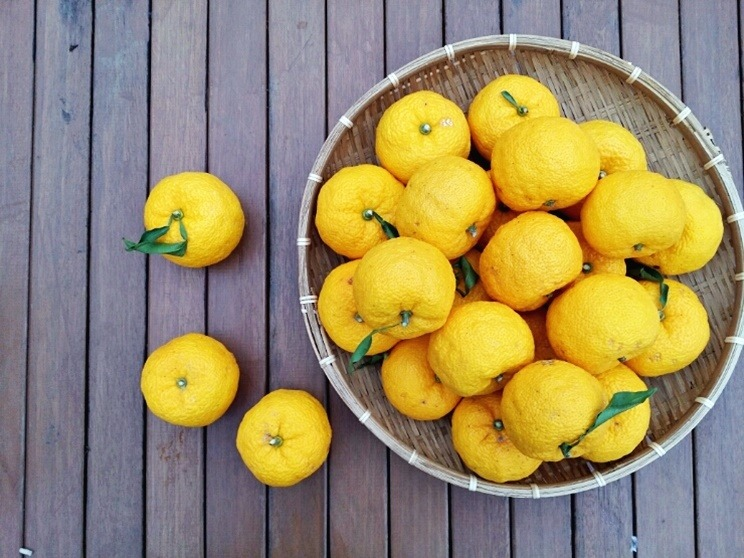
Giỏ yuzu chín

## Trồng trọt
Yuzu có nguồn gốc ở thượng nguồn sông Dương Tử của Trung Quốc. Cây được du nhập vào Nhật Bản và Hàn Quốc vào thời nhà Đường. Cây phát triển chậm, thường cần mười năm để ra quả.  Để rút ngắn thời gian đậu quả, cây có thể được ghép vào karatachi (P. trifoliata).  Điều bất thường ở các loại cây có múi là tương đối chịu được sương giá, do loài tổ tiên là cam Nghi Xương vốn chịu lạnh, có thể trồng ở những vùng có mùa đông thấp đến −9 °C (16 °F), nơi cây có múi nhạy cảm hơn sẽ không phát triển mạnh. 

## Giống trồng và trái cây tương tự
Ở Nhật Bản, một phiên bản trang trí của yuzu được gọi là hana yuzu (花柚子, 花ゆず (hoa dữu tử)),  "hoa yuzu", cũng được trồng để lấy hoa hơn là lấy quả. Một loại yuzu ngọt được gọi là yuko, chỉ có ở Nhật Bản, đã trở nên nguy cấp nghiêm trọng trong những năm 1970 và 1980; một nỗ lực lớn đã được thực hiện để hồi sinh giống này ở miền nam Nhật Bản. Một loại yuzu khác ở Nhật Bản, có vỏ sần sùi, được gọi là shishi yuzu (獅子柚子 (sư tử dữu tử) nghĩa đen "yuzu sư tử").
Dangyuja, một loại quả có múi của Hàn Quốc từ đảo Jeju, thường được xem là một loại yuzu do hình dạng và hương vị tương tự, nhưng đó là một loại bưởi về mặt di truyền.

## Sử dụng

### Đông Á

#### Trong ẩm thực

##### Nhật Bản
Sản lượng yuzu nội địa là khoảng 27.000 tấn (2016).  Mặc dù hiếm khi được ăn như một loại trái cây, nhưng yuzu là một thành phần phổ biến trong ẩm thực Nhật Bản, trong đó vỏ thơm (vỏ ngoài) và nước cốt được sử dụng nhiều giống như cách sử dụng chanh vàng trong ẩm thực đa dạng. Hương vị yuzu chua và thơm, gần giống với hương vị bưởi, với hương quýt.
Quả là một thành phần không thể thiếu (cùng với sudachi, daidai và các loại quả có múi tương tự khác) trong nước sốt ponzu làm từ các loại chanh và giấm yuzu cũng được sản xuất. Yuzu thường được kết hợp với mật ong để làm yuzu hachimitsu (柚子蜂蜜 dữu tử phong mật), một loại siro dùng để pha trà yuzu (柚子茶 dữu tử trà), hoặc là một thành phần trong đồ uống có cồn như yuzu chua (柚子サワー). Yuzu kosho (cũng là yuzukosho , nghĩa đen là "yuzu và hạt tiêu") là một loại nước sốt cay của Nhật Bản được làm từ vỏ quả yuzu xanh hoặc vàng, ớt xanh hoặc đỏ và muối.
Quả được sử dụng để làm rượu (chẳng hạn như yuzukomachi ,柚子小町 dữu tử tiểu đinh) và rượu vang.   Vỏ quả yuzu cắt nhỏ được dùng để trang trí món bánh pudding trứng muối có vị mặn gọi là chawanmushi, cũng như súp miso. Nó thường được sử dụng cùng với sudachi và kabosu. Yuzu được sử dụng để làm nhiều loại đồ ngọt khác nhau, bao gồm mứt cam và bánh ngọt. Quả được sử dụng rộng rãi trong hương liệu của nhiều sản phẩm ăn nhẹ, chẳng hạn như Doritos.  

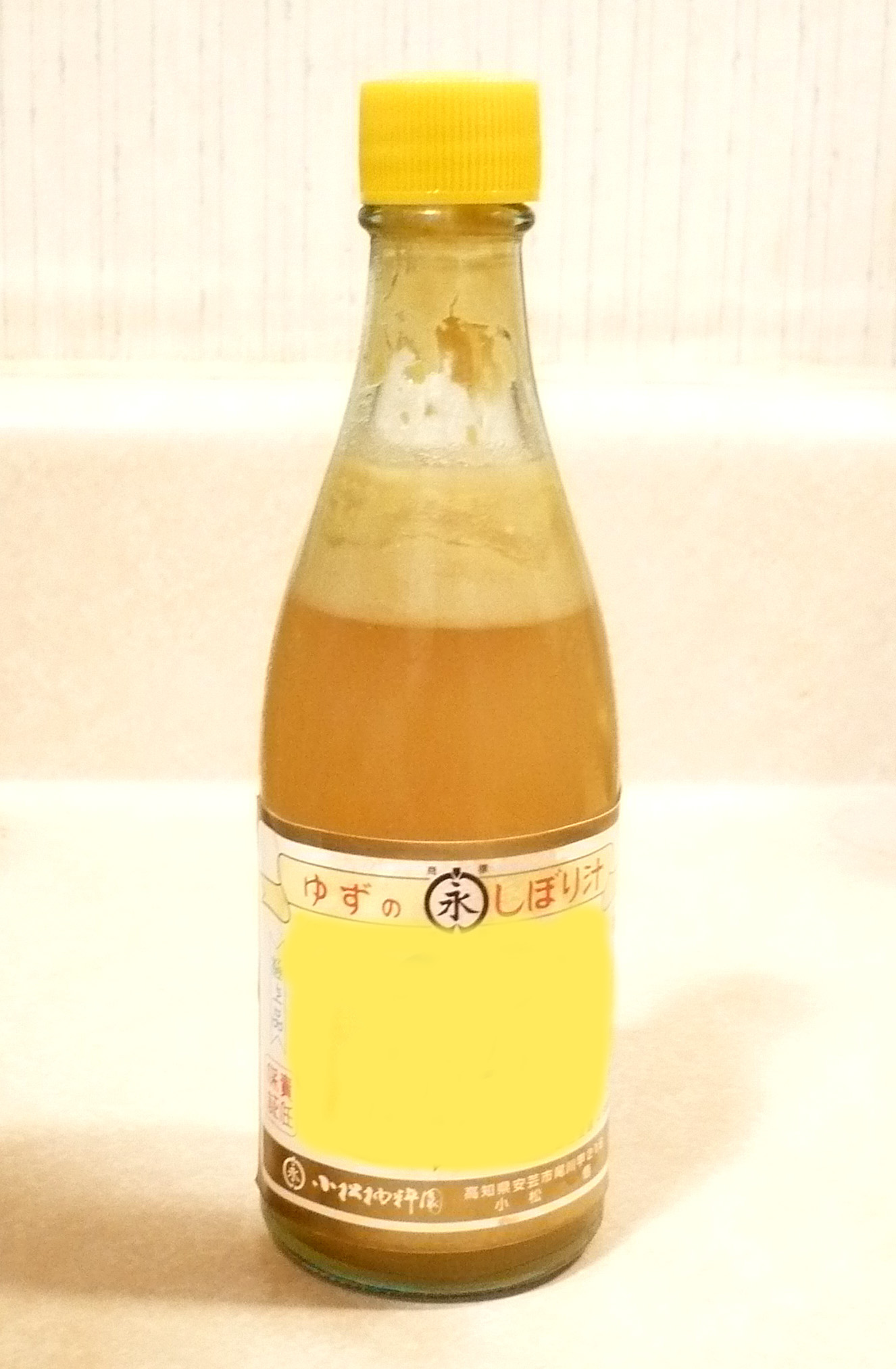
Một chai giấm yuzu
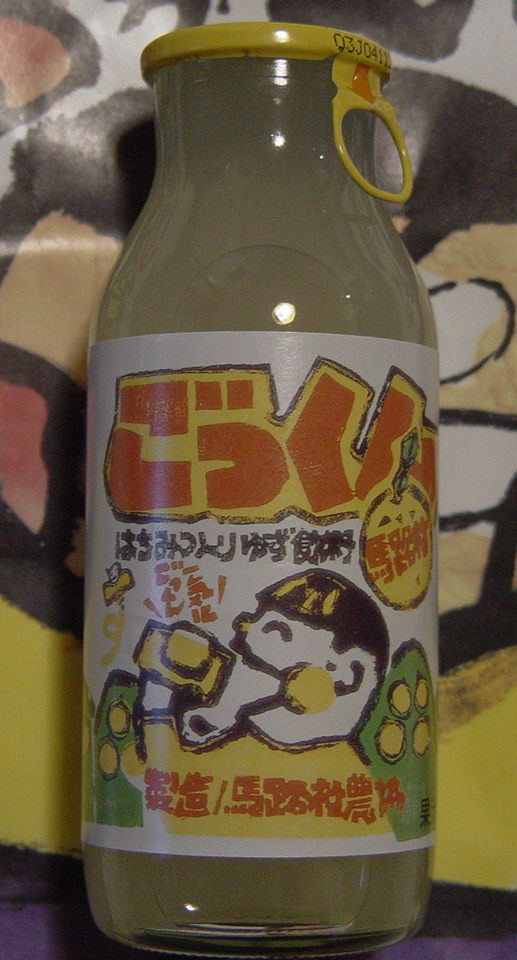
Món uống từ quả yuzu "Gokkun Umajimura". Sản xuất tại Umaji, Kōchi, Nhật Bản
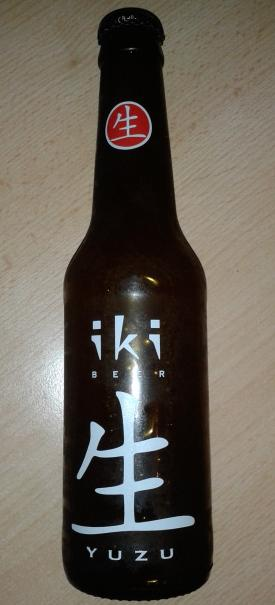
1 loại bia nấu từ quả yuzu.

##### Hàn Quốc
Trong ẩm thực Hàn Quốc, yuja được sử dụng phổ biến nhất để làm yuja-cheong (유자청, mứt cam yuja) và trà yuja. Yuja-cheong có thể được nấu bằng yuja đã gọt vỏ ngâm đường, tách nước và thái lát mỏng. Món yuja-cha, trà yuja, có thể nấu bằng cách pha nước nóng với yuja-cheong. Yuja-hwachae (유자화채, rượu punch yuja), nhiều loại hwachae (rượu punch trái cây), là một món tráng miệng phổ biến khác được nấu cùng yuja. Yuja cũng là thành phần phổ biến trong món ăn phương Tây kiểu Hàn Quốc, chẳng hạn như xa lát.

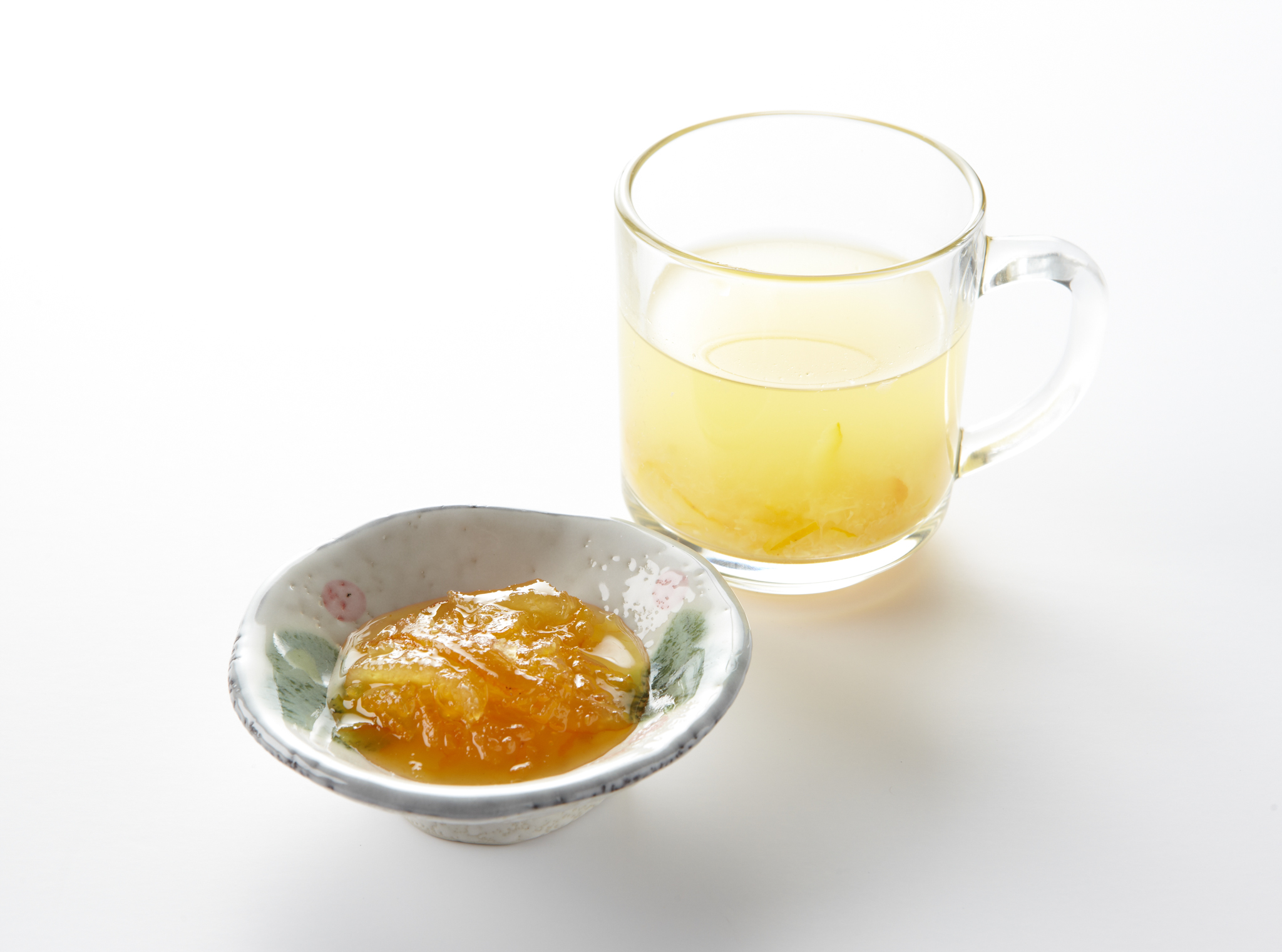
Trà yuja và yuja-cheong
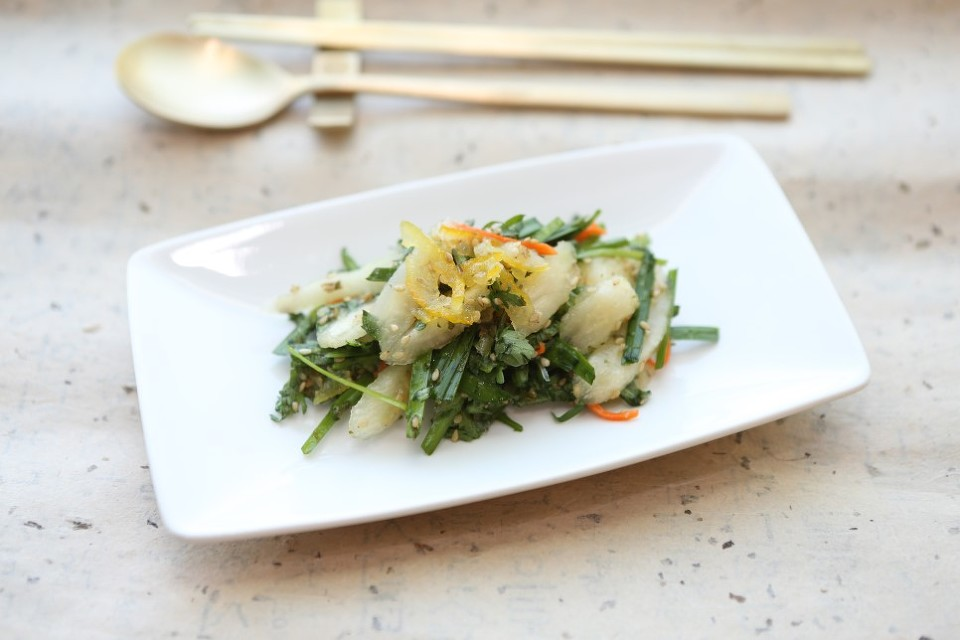
Deodeok yuja salad
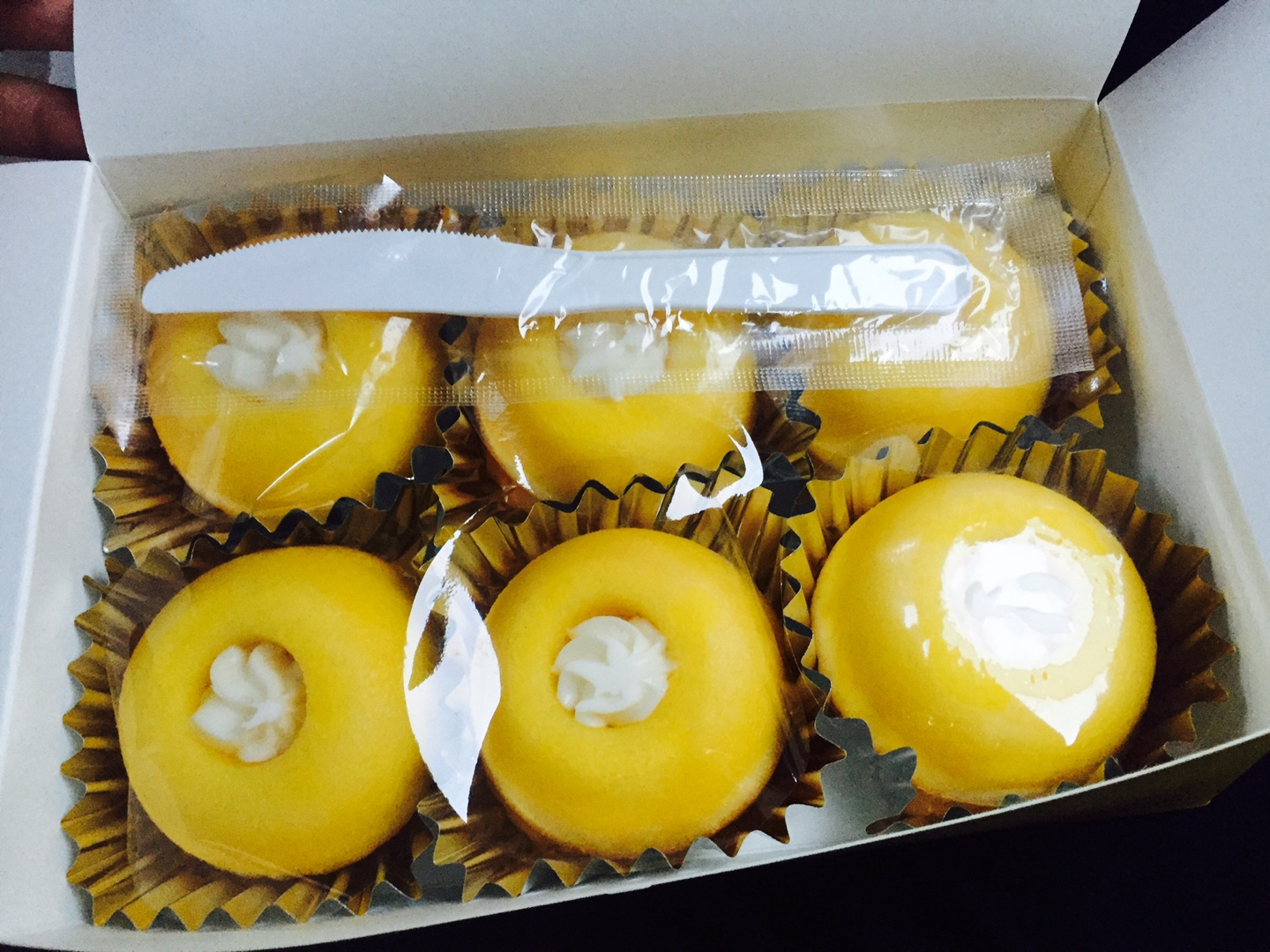
Bánh mì yuja được bán ở Yeosu
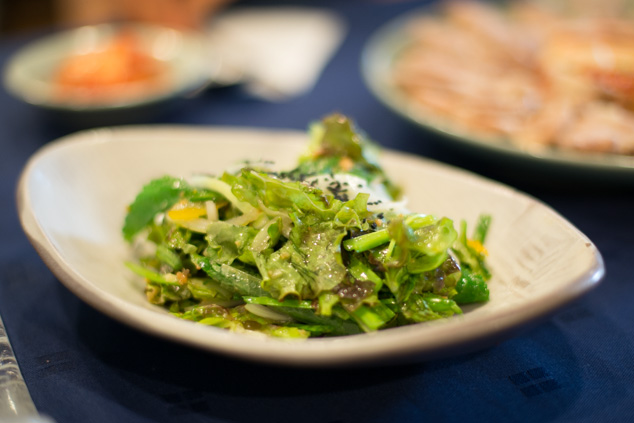
Món xà lách trộn quả yuja

#### Cách dùng khác

##### Tắm Yuzu
Yuzu cũng được biết đến với hương thơm nồng đặc trưng và dầu từ vỏ được bán trên thị trường dưới dạng nước hoa. Ở Nhật Bản, tắm với yuzu vào ngày đông chí, là một phong tục có muộn nhất từ đầu thế kỷ 18 đến nay. Toàn bộ quả yuzu được thả nổi trong nước nóng của bồn tắm, đôi khi được bọc trong túi vải để tỏa hương thơm.  Quả cũng có thể được cắt đôi, để cho nước ép quả hòa với nước tắm. Tắm cùng yuzu, thường được gọi là yuzu yu (柚子湯. dữu tử thang), còn có tên là yuzu buro (柚子風呂, dữu tử phong lã), được cho là có tác dụng chống cảm lạnh, trị da sần sùi, làm ấm cơ thể và thư giãn đầu óc.

##### Dùng làm gỗ
Phần thân của taepyeongso, một loại kèn oboe truyền thống của Hàn Quốc, gần giống với kèn tỏa niệt của Trung Quốc hoặc zurna, thường được chế tạo từ gỗ táo tàu, dâu tằm hoặc yuzu.

### Nơi khác
Bắt đầu từ đầu thế kỷ 21, yuzu ngày càng được các đầu bếp ở Hoa Kỳ và các quốc gia phương Tây khác sử dụng nhiều hơn, gây chú ý trong một bài báo năm 2003 trên tờ The New York Times.
Tại Hoa Kỳ, Bộ Nông nghiệp có lệnh cấm nhập khẩu yuzu tươi (cùng với hầu hết các loại quả có múi) từ nước ngoài, bao gồm cả quả và cây. Điều này nhằm ngăn chặn lây lan bệnh truyền nhiễm giữa các loại cây trồng trong nước.